# Anolis longiceps
Anolis longiceps este o specie de șopârle din genul Anolis, familia Polychrotidae, descrisă de Schmidt 1919. A fost clasificată de IUCN ca specie vulnerabilă. Conform Catalogue of Life specia Anolis longiceps nu are subspecii cunoscute.